# Marc Brown
Marc Brown, né le 5 juillet 1969 à West Orange dans le New Jersey, est un joueur américain de basket-ball évoluant au poste de meneur, reconverti entraîneur.

## Biographie
À l'issue de sa carrière de joueur de 15 ans passés entre la CBA, le Portugal, la France, le Brésil, le Venezuela et le Mexique, il devient entraîneur de l'équipe des Gothic Knights de New Jersey City en 2007.

## Palmarès et distinctions personnelles
- Sélectionné au All-Star Game LNB 2001
- Joueur de l'année de la Metro Atlantic Athletic Conference 1991
- First-team All-MAAC 1988, 1989, 1990, 1991
- Entraîneur de l'année de la New Jersey Athletic Conference 2013